# قشرة بدائية
القشرة البدائية، أو القشرة المخية البدائية، هي أقدم منطقة نسبيًا في القشرة المخية للدماغ. غالبًا ما تعتبر مجاورة مع القشرة الشمية، لكن مدى
انتشارها يختلف بين الأنواع. في الأنواع القديمة، مثل الأسماك، تشكل القشرة المخية للدماغ معظم المخ. تطور البرمائيات القِشْرَةُ المُخِّيَّةُ القَديمَة والقشرة المُخِّيَّة البِدَائِيَّة .
في البشر، تشكل القشرة المخية الطبقات القشرية الثلاث للحُصَيْن. تحتوي على طبقات قشرية أقل من كل من القشرة المخية الحديثة، التي تحتوي على ستة، والقشرة القديمة، التي تحتوي على أربع أو خمس طبقات. القشرة البدائية، جنبًا إلى جنب مع القشرة القديمة والقشرة المحيطة بالقشرة المخية، هي نوع فرعي من القشرة العريقة. نظرًا لأن عدد الطبقات القشرية التي تشكل نوعًا من الأنسجة القشرية يبدو أنه يتناسب طرديًا مع كل من قدرات معالجة المعلومات لهذا النسيج وعمره الوراثي، يُعتقد أن القشرة المخية هي أقدم أنواع الأنسجة القشرية وأكثرها أساسية.

## الموقع
القِشْرَةُ البِدَائِيَّة هي الأكثر انتشارًا في القشرة الشمية والحُصين، وهي المسؤولة عن معالجة الروائح وتكوين الذكريات على التوالي. لأن الشم يعتبر أقدم طريقة حسية من الناحية التطورية، والجهاز الحوفي، الذي يعتبر الحُصين جزءًا منه، هو أحد أقدم الأنظمة في الدماغ، من المرجح أن القِشْرَةُ البِدَائِيَّة كان من أوائل أنواع الأنسجة التي تطورت في الجهاز العصبي البدائي.
توجد أيضًا الخلايا السليفة القشرية في التلفيف المسنن لجنين الثدييات النامي.

## بِنيَة
تتكون القشرة  البدائية بشكل كبير من خلايا حفظ مع نوعين من المشابك الواردة: المشابك الاستثارية والمثبطة الغير قابلة للتعديل. تثبيط خلايا الحفظ يخدم وظيفتين؛ أحدهما يتحكم في ظروف التعديل التشابكي في تشعبات الخلية أثناء التعلم والآخر يتحكم في عتبات الخلية أثناء الاستذكار. قد تحتوي القشرة  البدائية  أيضًا على خلايا رامزة. على عكس القشرة المخية الحديثة، تفتقر القشرة  البدائية ألياف متسلقة (ألياف تشارك في الجزء التعنقدي من تصنيف القشرة المخية الحديثة). وبالتالي، فإن القشرة  البدائية غير مهيأ لهذا النوع من التصنيف.

## ذاكرة
على عكس القشرة المخية الحديثة، تجادل النظريات الحالية للقشرة  البدائية بأنها تؤدي حفظًا بسيطًا دون تغيير تنسيق الإدخال بأي طريقة معقدة. القشرة  البدائية غير قادر على تصنيف المدخلات. لها استخدامان رئيسيان: ذاكرة بسيطة خالية وذاكرة بسيطة موجهة.